# خانه هاشم خان
خانه هاشم خان مربوط به دوره قاجار است و در یزد، خیابان ایرانشهر، کوی هاشم خان، حسینیه هاشم خان واقع شده است. این اثر در تاریخ ۱۱ مرداد ۱۳۸۴ با شمارهٔ ثبت ۱۲۳۳۹ به‌عنوان یکی از آثار ملی ایران به ثبت رسیده است.